# Lampsilis reeveiana
Lampsilis reeveiana är en musselart som först beskrevs av I. Lea 1852.  Lampsilis reeveiana ingår i släktet Lampsilis och familjen målarmusslor.

## Underarter
Arten delas in i följande underarter:
- L. r. reeveiana
- L. r. brevicula
- L. r. brittsi